# چیشما-بورایوو
چیشما-بورایوو (انگلیسی: Chishma-Burayevo) یک شهرک در شهرستان بورایفسکی باشقیرستان کشور روسیه است.